# 海のバカンス
『海のバカンス』(Salt Water Tabby,1947年7月12日)は、「トムとジェリー」の作品のひとつ。日本においては現在パブリックドメインとなっている。

## スタッフ
- 監督 - ウィリアム・ハンナ、ジョセフ・バーベラ
- 製作 - フレッド・クインビー
- 共同製作 - ウィリアム・ハンナ（クレジット無し）
- 脚本 - ウィリアム・ハンナ、ジョセフ・バーベラ（全員クレジット無し）
- 原画 - ケネス・ミューズ、エド・バージ、マイケル・ラー、レイ・パターソン（クレジット無し）
- 音楽 - スコット・ブラッドリー
- 彩色プロセス - テクニカラー
- 録音プロセス - ウェスタン・エレクトリック
- 制作 - メトロ・ゴールドウィン・メイヤー・カートゥーン・スタジオ（英語版）
- 配給 - メトロ・ゴールドウィン・メイヤー、ロウズ・シアター

## 作品内容
海水浴に来たトムは、ビーチでくつろいでいるトゥードルスを見るなり、彼女に厚かましくすり寄る。その時トゥードルスのバスケットからトマトの食べかすやバナナの皮などが飛び出し、満悦のトムの顔に被さる。中を覗くとジェリーが食べ物を食べ散らかしていた。
追いかけっこを始める二匹。途中、トムが間違えてカニを捕まえて怒らせてしまった為、お互いカニに襲われる事にもなる。カニの脅威から逃れたトムは、いつの間にか仲良くなったトゥードルスからサンドイッチや紅茶などを分けてもらうが、ジェリーの度重なるいたずらによってムードはぶち壊しに。
怒ったトムは再びジェリーとの追いかけっこを再開。しばらく一進一退の攻防が続く中、ジェリーが黄色い馬型のフロート（上に乗れる浮き袋）をトムめがけて発射。それを飲み込んだトムはフロートの空気が抜ける勢いに任せ、プロペラ飛行機のような音を立てながら空を飛び回る。空気の勢いは止まって垂直落下の末、海辺に着水してフロートに乗ったトムが見たものは、トムの水着を帆のようにバスケットへ括り付けた「帆船」に揺られ、海の彼方へ旅立つジェリーの姿であった。

## 登場キャラクター
トム
ビーチにいたトゥードルスへ強引にアプローチするが、ジェリーに水を差されたため追いかけっこを繰り広げる。だが最後はジェリーによってフロートを丸呑みして海の上で飛ばされた挙句、脱がされた自身の水着とバスケットをジェリーに奪われてしまう。
ジェリー
バスケットの中にあった食べ物を漁り、バナナの皮などをトムの顔へ直撃させた事に端を発した追いかけっこを展開。何度かトムに捕まりそうになるも、得意のいたずらや咄嗟の反撃でトムをはぐらかす。最後はトムにフロートを飲み込ませて空中を暴走させ、自身はトムの水着とバスケットを船の代わりにしてビーチから離れた。
トゥードルス
浜辺で雑誌を読んでいた。当初は馴れ馴れしく接近するトムを快く思っていなかったものの、後に打ち解けた様子を見せトムに食事を分けていた。しかし、ジェリーの策略にはまったトムの吐き出した海水を顔面に浴びたため怒り出してしまう。
カニ
本作で初登場。自分の縄張りに侵入したトムとジェリーを追い回し、ハサミで攻撃する。